# 长篇小说年度金榜
长篇小说年度金榜是由《长篇小说选刊》杂志社举办的评选活动。

## 获奖名单

### 第一届（2016年）
贾平凹《极花》、张炜《独药师》、赵兰振《夜长梦多》、格非《望春风》、吕新《下弦月》

### 第二届（2017年）
金榜领衔作品
红柯《太阳深处的火焰》
年度金榜
孙惠芬《寻找张展》、张翎《劳燕》、李佩甫《平原客》、关仁山《金谷银山》、红柯《太阳深处的火焰》

### 第三届（2018年)
金榜领衔作品
贾平凹《山本》
年度金榜
贾平凹《山本》、肖亦农《穹庐》、王安忆《考工记》、宗璞《北归记》、陈彦《主角》
特别推荐奖
彭荆风《太阳升起》、梁晓声《人世间》、叶兆言《刻骨铭心》、杜斌《天上有太阳》。

### 第四届（2019年）
金榜领衔作品
阿来《云中记》
年度金榜
阿来《云中记》、邓一光《人，或所有的士兵》、赵德发《经山海》、刘庆邦《家长》、蒋韵《你好，安娜》
特别推荐奖
周瑄璞《日近长安远》、徐贵祥《穿插》、陈应松《森林沉默》

### 第五届（2020年）
金榜领衔作品
贾平凹《暂坐》
年度金榜
贾平凹《暂坐》、胡学文《有生》、张平《生死守护》、迟子建《烟火漫卷》、赵本夫《荒漠里有一条鱼》
特别推荐奖
王尧《民谣》、王松《烟火》、刘心武《邮轮碎片》、冯骥才《艺术家们》、房伟《血色莫扎特》

### 第六届（2021年）
金榜领衔作品
罗伟章《谁在敲门》
年度金榜
罗伟章《谁在敲门》、余华《文城》、刘震云《一日三秋》、东西《回响》、王松《暖夏》
特别推荐奖
阿莹《长安》、邵丽《金枝》、陈玉福《八声甘州之云起》、李天岑《三山凹》